# Chickerell
Chickerell är en stad och civil parish i Dorset i England. Orten har 5 515 invånare (2011). Byn nämndes i Domedagsboken (Domesday Book) år 1086, och kallades då Cicherelle.